# Classis Misenensis

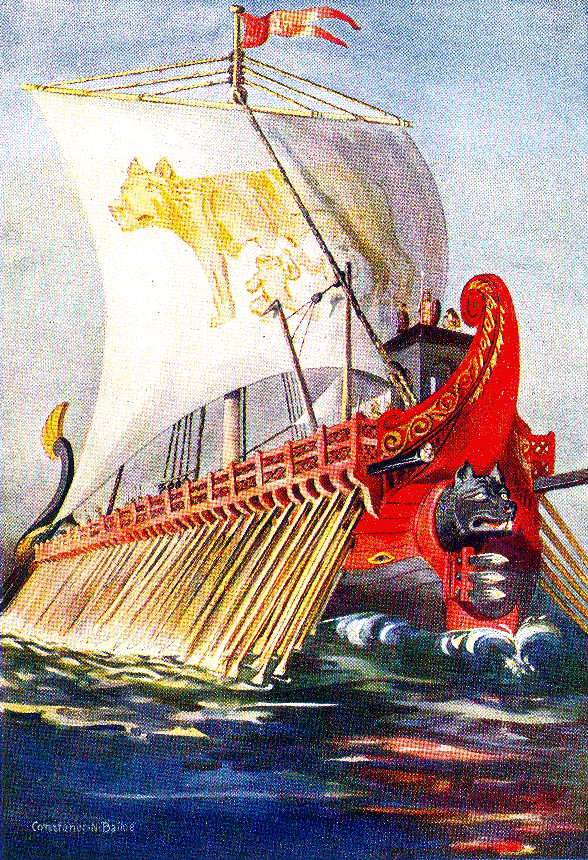
Ilustração de um quinquerreme romano numa imagem de 1925.

Classis Misenensis ("Frota de Miseno"), conhecida depois pelos honoríficos "Pretoria" e "Pia Vindex", era a frota mais antiga da marinha romana.

## História
A Classis Misenensis foi criada por Augusto em 27 a.C., quando a frota da Itália, até então baseada em Óstia, se mudou para o novo porto de Porto Julius, em Miseno, na Baía de Nápoles. Ela era comandada por um praefectus classis escolhido entre os mais altos escalões da ordem equestre, os que recebiam 200 000 sestércios ou mais por ano. Sua missão era controlar a porção ocidental do mar Mediterrâneo e, como sugere o cognome "Pretoria", concedido por Vespasiano pelo apoio à sua causa na guerra civil de 69, a Classis Misenensis, juntamente com a Classis Ravennatis, era a contraparte marítima da Guarda Pretoriana, uma força naval permanente à disposição do imperador.
A frota recrutava suas tripulações principalmente no oriente, em especial no Egito. Como Roma não enfrentou nenhuma ameaça naval no Mediterrâneo, a maior parte dos marinheiros ficava ociosa. Alguns ficavam em Roma, abrigados a princípio nos barracões da Guarda Pretoriana, mas depois em seus próprios alojamentos, conhecidos como "Castra Misenatium", perto do Coliseu. Eles costumavam encenar batalhas navais fictícias, as "naumáquias", e eram responsáveis por operar o velário do Coliseu. Nero arregimentou os legionários da I Adiutrix entre os marinheiros desta frota, conhecida por um tempo como Legio I Classica por causa disto, e contratou alguns de seus oficiais para assassinar sua mãe, Agripina, a Jovem.
Em 192, a Misenensis apoiou Dídio Juliano e depois participou da campanha de Sétimo Severo contra Pescênio Níger, transportando suas legiões ao oriente. A frota permaneceu ativa no oriente pelas décadas seguintes, quando a emergência do Império Sassânida criou uma nova ameaça. Entre 258 e 260, a frota atuou na supressão de uma revolta no norte da África.
Em 324, os navios da frota participaram da campanha de Constantino, o Grande, contra Licínio e estavam presentes na vitória naval na Batalha de Helesponto. Logo depois, a maior parte dos navios foram levados para Constantinopla, a nova capital de Constantino.

## Navios conhecidos
Os seguintes navios e nomes da Classis Misenensis são conhecidos:
- 1 Hexarreme: "Ops"
- 1 Quinquerreme: "Victoria"
- 9 Quadrirremes: "Fides", "Vesta", "Venus", "Minerva", "Dacicus", "Fortuna", "Annona", "Libertas", "Olivus"
- 50 Trirremes: "Concordia", "Spes", "Mercurius", "Iuno", "Neptunus", "Asclepius", "Hercules", "Lucifer", "Diana", "Apollo", "Venus", "Perseus", "Salus", "Athenonix", "Satyra", "Rhenus", "Libertas", "Tigris", "Oceanus", "Cupidus", "Victoria", "Taurus", "Augustus", "Minerva", "Particus", "Eufrates", "Vesta", "Aesculapius", "Pietas", "Fides", "Danubius", "Ceres", "Tibur", "Pollux", "Mars", "Salvia", "Triunphus", "Aquila", "Liberus Pater", "Nilus", "Caprus", "Sol", "Isis", "Providentia", "Fortuna", "Iuppiter", "Virtus", "Castor"
- 11 Liburnianos: "Aquila", "Agathopus", "Fides", "Aesculapius", "Iustitia", "Virtus", "Taurus Ruber", "Nereis", "Clementia", "Armata", "Minerva"

É provável que, em 79, a frota não tivesse nada maior que um quadrirremo a seu serviço, pois Plínio, o Velho, comandante da frota, investigou a Erupção do Vesúvio (79) num quadrirremo, supostamente a nau capitânia e maior navio da frota.